# Американо-тонганские отношения
Американо-тонганские отношения — двусторонние дипломатические отношения между Тонгой и США.
Соединённые Штаты и Тонга поддерживают тесное сотрудничество по ряду международных вопросов. Сотрудники американского посольства в Суве и Фиджи одновременно аккредитованы в Тонге и совершают периодические визиты, поскольку Соединённые Штаты не имеют постоянных консульских или дипломатических представительств в Тонге. Консульство США в Тонге было создано в 2009 году. Волонтёры Корпуса Мира обучают и оказывают техническую помощь тонганцам. Тонга не имеет посольства в Вашингтоне (округ Колумбия), но имеет постоянного представителя при ООН в Нью-Йорке Фекитамелоа Утоикаману, которая также аккредитована в качестве посла в Соединённых Штатах. Тонга также имеет генеральное консульство в Сан-Франциско. Многие тонганцы проживают в Соединённых Штатах, особенно в Юте, Калифорнии и на Гавайях.
4 июля 2007 года посол США Ларри Дингер отметил «тесные двусторонние военные отношения» между двумя странами. Тонга является членом «Коалиции желающих», и Службы обороны Тонги развернули войска в Ираке.
Соединённые Штаты настоятельно призвали Тонгу принять «подходящее демократическое будущее», но заявили, что «проблемы Тонги должны быть решены Тонгой». Следовательно, Соединённые Штаты оказали небольшое давление или вообще не оказали давления на Тонгу, её военного союзника, чтобы она стала демократией.
Торговля между США и Тонги относительно низка, но в последние годы наблюдается устойчивый рост. В 2001 году экспорт США в Тонгу составил 4,8 млн долларов США, а к 2005 году увеличился до 10,78 млн долларов США. В 2005 году импорт США из Тонги составил 6,45 млн долларов США.
Руководство посольства США включают в себя:
- Посол — Ларри М. Дингер